# Кубок України з футболу 2003—2004
У тринадцятому розіграші Кубка України з футболу сезону 2003/04 року взяли участь 64 команди. Проходив з 8 серпня 2003 року по 30 травня 2004 року.

## Учасники
| Клуби вищої ліги: | Клуби першої ліги: | Клуби другої ліги: | Клуби другої ліги: |
| - «Арсенал» (Київ) - «Борисфен» (Бориспіль) - «Волинь» (Луцьк) - «Ворскла-Нафтогаз» (Полтава) - «Динамо» (Київ) - «Дніпро» (Дніпропетровськ) - «Зірка» (Кіровоград) - «Іллічівець» (Маріуполь) - «Карпати» (Львів) - «Кривбас» (Кривий Ріг) - «Металург» (Донецьк) - «Металург» (Запоріжжя) - «Оболонь» (Київ) - «Таврія» (Сімферополь) - «Чорноморець» (Одеса) - «Шахтар» (Донецьк) | - «Арсенал» (Харків) - «Закарпаття» (Ужгород) - «Зоря» (Луганськ) - «Красилів-Оболонь» (Красилів) - «Металіст» (Харків) - ФК «Миколаїв» - «Нафком-Академія» (Ірпінь) - «Нафтовик» (Охтирка) - «Нива» (Вінниця) - «Полісся» (Житомир) - «Система-Борекс» (Бородянка) - «Спартак» (Івано-Франківськ) - «Спартак» (Суми) - «Сталь» (Алчевськ) - «ЦСКА» (Київ) | - «Авангард» (Ровеньки) - «Буковина» (Чернівці) - «Верес» (Рівне) - «Водник» (Миколаїв) - «Газовик-Скала» (Стрий) - «Газовик-ХГВ» (Харків) - «Геліос» (Харків) - «Гірник-Спорт» (Комсомольськ) - «Десна» (Чернігів) - «Динамо-ІгроСервіс» (Сімферополь) - «Дністер» (Овідіополь) - «Електрометалург-НЗФ» (Нікополь) - «Електрон» (Ромни) - «Енергетик» (Бурштин) - «Іква» (Млинів) - «Кримтеплиця» (Молодіжне) - «Кристал» (Херсон) | - «Нафтовик» (Долина) - «Нива» (Тернопіль) - «Олімпія-АЕС» (Южноукраїнськ) - «Олком» (Мелітополь) - «Пальміра» (Одеса) - «Поділля» (Хмельницький) - «Рава» (Рава-Руська) - «Рось» (Біла Церква) - ФК «Севастополь» - «Сталь» (Дніпродзержинськ) - «Техно-Центр» (Рогатин) - «Титан» (Армянськ) - «Угольок» (Димитров) - ФК «Черкаси» - «Чорногора» (Івано-Франківськ) - «Явір» (Краснопілля) |

## Перелік матчів

### 1/32 фіналу
| 8 серпня 2003 року.              |     |                               |             |  |
| «Угольок» (Димитров)             | 0:7 | «Динамо» (Київ)               |             |  |
| 9 серпня 2003 року.              |     |                               |             |  |
| «Електрометалург-НЗФ» (Нікополь) | 0:1 | «Закарпаття» (Ужгород)        |             |  |
| «Десна» (Чернігів)               | 0:2 | «Дніпро» (Дніпропетровськ)    |             |  |
| «Явір» (Краснопілля)             | 0:3 | «Шахтар» (Донецьк)            |             |  |
| 10 серпня 2003 року.             |     |                               |             |  |
| «Поділля» (Хмельницький)         | 1:3 | «Арсенал» (Київ)              |             |  |
| «Нафтовик» (Долина)              | 0:1 | «Оболонь» (Київ)              |             |  |
| «Верес» (Рівне)                  | +:- | «Енергетик» (Бурштин)         | 1:2 анул.   |  |
| «Іква» (Млинів)                  | 1:3 | «Полісся» (Житомир)           |             |  |
| «Нива» (Тернопіль)               | 0:4 | «Іллічівець» (Маріуполь)      |             |  |
| «Газовик-Скала» (Стрий)          | 1:0 | «Зірка» (Кіровоград)          |             |  |
| «Техно-Центр» (Рогатин)          | 0:4 | «Волинь» (Луцьк)              |             |  |
| «Буковина» (Чернівці)            | 0:2 | «Нафком-Академія» (Ірпінь)    |             |  |
| «Чорногора» (Івано-Франківськ)   | 0:1 | ФК «Миколаїв»                 |             |  |
| «Рава» (Рава-Руська)             | 0:1 | «Таврія» (Сімферополь)        |             |  |
| «Динамо» (Сімферополь)           | 0:3 | «Нива» (Вінниця)              |             |  |
| «Олком» (Мелітополь)             | 1:5 | «Металург» (Донецьк)          |             |  |
| «Дністер» (Овідіополь)           | 3:2 | «Система-Борекс» (Бородянка)  | дч          |  |
| «Кристал» (Херсон)               | 1:2 | «ЦСКА» (Київ)                 |             |  |
| «Олімпія-АЕС» (Южноукраїнськ)    | 0:3 | «Чорноморець» (Одеса)         |             |  |
| ФК «Севастополь»                 | 3:4 | «Кривбас» (Кривий Ріг)        |             |  |
| «Рось» (Біла Церква)             | 2:2 | «Спартак» (Суми)              | дч, пен.2:4 |  |
| «Титан» (Армянськ)               | 1:1 | «Карпати» (Львів)             | дч, пен.4:1 |  |
| «Гірник-Спорт» (Комсомольськ)    | 0:2 | «Металург» (Запоріжжя)        | дч          |  |
| ФК «Черкаси»                     | 2:3 | «Нафтовик» (Охтирка)          |             |  |
| «Водник» (Миколаїв)              | 0:3 | «Ворскла-Нафтогаз» (Полтава)  |             |  |
| «Кримтеплиця» (Молодіжне)        | 0:1 | «Спартак» (Івано-Франківськ)  |             |  |
| «Пальміра» (Одеса)               | 2:2 | «Арсенал» (Харків)            | дч, пен.4:2 |  |
| «Сталь» (Дніпродзержинськ)       | 1:2 | «Зоря» (Луганськ)             |             |  |
| «Авангард» (Ровеньки)            | 0:4 | «Борисфен» (Бориспіль)        |             |  |
| «Електрон» (Ромни)               | 0:2 | «Красилів-Оболонь» (Красилів) |             |  |
| «Геліос» (Харків)                | 0:2 | «Металіст» (Харків)           |             |  |
| «Газовик-ХГВ» (Харків)           | 1:2 | «Сталь» (Алчевськ)            |             |  |

### 1/16 фіналу
| 23 серпня 2003 року.          |     |                              |    |
| «Закарпаття» (Ужгород)        | 0:1 | «Кривбас» (Кривий Ріг)       |    |
| ФК «Миколаїв»                 | 0:6 | «Динамо» (Київ)              |    |
| «Верес» (Рівне)               | 1:4 | «Металург» (Донецьк)         |    |
| 24 серпня 2003 року.          |     |                              |    |
| «Спартак» (Суми)              | 1:5 | «Ворскла-Нафтогаз» (Полтава) |    |
| «Нива» (Вінниця)              | 1:2 | «Чорноморець» (Одеса)        |    |
| «Нафтовик» (Охтирка)          | 1:2 | «Металург» (Запоріжжя)       | дч |
| «Спартак» (Івано-Франківськ)  | 5:3 | «Металіст» (Харків)          |    |
| «Нафком-Академія» (Ірпінь)    | 0:1 | «Дніпро» (Дніпропетровськ)   |    |
| «Красилів-Оболонь» (Красилів) | 1:4 | «Таврія» (Сімферополь)       |    |
| «Полісся» (Житомир)           | 2:3 | «Борисфен» (Бориспіль)       | дч |
| «ЦСКА» (Київ)                 | 0:2 | «Іллічівець» (Маріуполь)     |    |
| «Зоря» (Луганськ)             | 2:5 | «Оболонь» (Київ)             |    |
| «Титан» (Армянськ)            | 1:4 | «Волинь» (Луцьк)             |    |
| «Пальміра» (Одеса)            | 0:2 | «Шахтар» (Донецьк)           |    |
| «Газовик-Скала» (Стрий)       | 1:4 | «Арсенал» (Київ)             |    |
| «Дністер» (Овідіополь)        | 1:2 | «Сталь» (Алчевськ)           |    |

### 1/8 фіналу
| 28 жовтня 2003 року.         |     |                              |             |
| «Динамо» (Київ)              | 1:0 | «Волинь» (Луцьк)             |             |
| 29 жовтня 2003 року.         |     |                              |             |
| «Дніпро» (Дніпропетровськ)   | 3:0 | «Арсенал» (Київ)             |             |
| «Металург» (Донецьк)         | 1:1 | «Таврія» (Сімферополь)       | дч, пен.8:9 |
| «Іллічівець» (Маріуполь)     | 5:0 | «Ворскла-Нафтогаз» (Полтава) |             |
| «Борисфен» (Бориспіль)       | 1:2 | «Металург» (Запоріжжя)       |             |
| «Кривбас» (Кривий Ріг)       | 0:4 | «Шахтар» (Донецьк)           |             |
| «Сталь» (Алчевськ)           | 3:0 | «Оболонь» (Київ)             |             |
| «Спартак» (Івано-Франківськ) | 0:1 | «Чорноморець» (Одеса)        |             |

### Чвертьфінали
|                                        | Заг. |                        | Матч 1 | Матч 2 |  |
| -------------------------------------- | ---- | ---------------------- | ------ | ------ |  |
| 15 листопада і 19 листопада 2003 року. |      |                        |        |        |  |
| «Іллічівець» (Маріуполь)               | 0:9  | «Динамо» (Київ)        | 0:8    | 0:1    |  |
| 16 листопада і 20 листопада 2003 року. |      |                        |        |        |  |
| «Металург» (Запоріжжя)                 | 1:3  | «Чорноморець» (Одеса)  | 1:1    | 0:2    |  |
| 16 листопада і 21 листопада 2003 року. |      |                        |        |        |  |
| «Дніпро» (Дніпропетровськ)             | 6:2  | «Таврія» (Сімферополь) | 4:1    | 2:1    |  |
| 22 листопада і 29 листопада 2003 року. |      |                        |        |        |  |
| «Сталь» (Алчевськ)                     | 1:3  | «Шахтар» (Донецьк)     | 0:0    | 1:3    |  |

### Півфінали
|                                  | Заг. |                    | Матч 1 | Матч 2 |             |
| -------------------------------- | ---- | ------------------ | ------ | ------ | ----------- |
| 7 березня і 21 квітня 2004 року. |      |                    |        |        |             |
| «Дніпро» (Дніпропетровськ)       | 2:2  | «Динамо» (Київ)    | 2:0    | 0:2    | дч, пен.2:1 |
| «Чорноморець» (Одеса)            | 0:2  | «Шахтар» (Донецьк) | 0:1    | 0:1    |             |

### Фінал
| 30 травня 2004 р. +24 °C |

| «Шахтар» (Донецьк)   | 2:0      | «Дніпро» (Дніпропетровськ) |
| -------------------- | -------- | -------------------------- |
| Бєлік 1' Тимощук 88' | протокол |                            |

| Київ, НСК «Олімпійський» Глядачів: 68 000 Арбітр: Сергій Шебек (Київ) |

| Володар Кубка України 2003/04 |
| ----------------------------- |
| «Шахтар» (Донецьк) Вп'яте     |

## Найкращі бомбардири

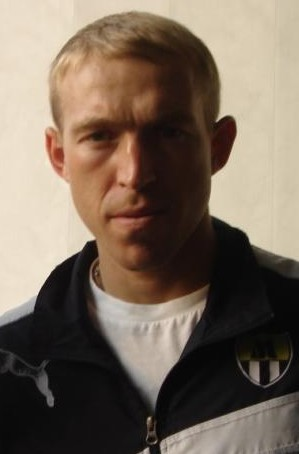
Олександр Косирін

|    | Гравець            | Клуб                         | Ігри | Голи (пен.) |
| -- | ------------------ | ---------------------------- | ---- | ----------- |
| 1  | Олександр Косирін  | «Чорноморець» (Одеса)        | 6    | 5 (1)       |
| 2  | Ігор Продан        | «Оболонь» (Київ)             | 2    | 4           |
| 3  | Сергій Шевцов      | «Ворскла-Нафтогаз» (Полтава) | 3    | 4           |
| 4  | Георгій Деметрадзе | «Металург» (Донецьк)         | 3    | 4 (1)       |
| 5  | Зураб Іонанідзе    | «Таврія» (Сімферополь)       | 5    | 4           |
| 6  | Віктор Ареф'єв     | «Сталь» (Алчевськ)           | 5    | 4 (1)       |
| 7  | Дмитро Михайленко  | «Дніпро» (Дніпропетровськ)   | 6    | 4           |
| 8  | Максим Шацьких     | «Динамо» (Київ)              | 3    | 3           |
| 9  | Олександр Головко  | «Динамо» (Київ)              | 3    | 3 (2)       |
| 10 | Едмар              | «Таврія» (Сімферополь)       | 5    | 3           |

## Підсумкова таблиця
| Етап        | Команда                           | I | В | Н | П | РМ   | О  |
| ----------- | --------------------------------- | - | - | - | - | ---- | -- |
| Володар     | «Шахтар» (Донецьк)                | 8 | 7 | 1 | 0 | 16−1 | 15 |
| Фіналіст    | «Дніпро» (Дніпропетровськ)        | 8 | 6 | 0 | 2 | 14−6 | 12 |
| Півфінал    | «Динамо» (Київ)                   | 7 | 6 | 0 | 1 | 25−2 | 12 |
| Півфінал    | «Чорноморець» (Одеса)             | 7 | 4 | 1 | 2 | 9−4  | 9  |
| 1/4 фіналу  | «Сталь» (Алчевськ)                | 5 | 3 | 1 | 1 | 8−5  | 7  |
| 1/4 фіналу  | «Металург» (Запоріжжя)            | 5 | 3 | 1 | 1 | 7−5  | 7  |
| 1/4 фіналу  | «Іллічівець» (Маріуполь)          | 5 | 3 | 0 | 2 | 11−9 | 6  |
| 1/4 фіналу  | «Таврія» (Сімферополь)            | 5 | 2 | 1 | 2 | 8−8  | 5  |
| 1/8 фіналу  | «Металург» (Донецьк)              | 3 | 2 | 1 | 0 | 10−3 | 5  |
| 1/8 фіналу  | «Волинь» (Луцьк)                  | 3 | 2 | 0 | 1 | 8−2  | 4  |
| 1/8 фіналу  | «Борисфен» (Бориспіль)            | 3 | 2 | 0 | 1 | 8−4  | 4  |
| 1/8 фіналу  | «Ворскла-Нафтогаз» (Полтава)      | 3 | 2 | 0 | 1 | 8−6  | 4  |
| 1/8 фіналу  | «Арсенал» (Київ)                  | 3 | 2 | 0 | 1 | 7−5  | 4  |
| 1/8 фіналу  | «Спартак» (Івано-Франківськ)      | 3 | 2 | 0 | 1 | 6−4  | 4  |
| 1/8 фіналу  | «Оболонь» (Київ)                  | 3 | 2 | 0 | 1 | 6−5  | 4  |
| 1/8 фіналу  | «Кривбас» (Кривий Ріг)            | 3 | 2 | 0 | 1 | 5−7  | 4  |
| 1/16 фіналу | «Нива» (Вінниця)                  | 2 | 1 | 0 | 1 | 4−2  | 2  |
| 1/16 фіналу | «Полісся» (Житомир)               | 2 | 1 | 0 | 1 | 5−4  | 2  |
| 1/16 фіналу | «Нафком-Академія» (Ірпінь)        | 2 | 1 | 0 | 1 | 2−1  | 2  |
| 1/16 фіналу | «Металіст» (Харків)               | 2 | 1 | 0 | 1 | 5−5  | 2  |
| 1/16 фіналу | «Дністер» (Овідіополь)            | 2 | 1 | 0 | 1 | 4−4  | 2  |
| 1/16 фіналу | «Нафтовик» (Охтирка)              | 2 | 1 | 0 | 1 | 4−4  | 2  |
| 1/16 фіналу | «Закарпаття» (Ужгород)            | 2 | 1 | 0 | 1 | 1−1  | 2  |
| 1/16 фіналу | «Красилів-Оболонь» (Красилів)     | 2 | 1 | 0 | 1 | 3−4  | 2  |
| 1/16 фіналу | «ЦСКА» (Київ)                     | 2 | 1 | 0 | 1 | 2−3  | 2  |
| 1/16 фіналу | «Зоря» (Луганськ)                 | 2 | 1 | 0 | 1 | 4−6  | 2  |
| 1/16 фіналу | «Газовик-Скала» (Стрий)           | 2 | 1 | 0 | 1 | 2−4  | 2  |
| 1/16 фіналу | «Верес» (Рівне)                   | 2 | 1 | 0 | 1 | 1−4  | 2  |
| 1/16 фіналу | ФК «Миколаїв»                     | 2 | 1 | 0 | 1 | 1−6  | 2  |
| 1/16 фіналу | «Пальміра» (Одеса)                | 2 | 0 | 1 | 1 | 2−4  | 1  |
| 1/16 фіналу | «Титан» (Армянськ)                | 2 | 0 | 1 | 1 | 2−5  | 1  |
| 1/16 фіналу | «Спартак-Горобина» (Суми)         | 2 | 0 | 1 | 1 | 3−7  | 1  |
| 1/32 фіналу | «Арсенал» (Харків)                | 1 | 0 | 1 | 0 | 2−2  | 1  |
| 1/32 фіналу | «Рось» (Біла Церква)              | 1 | 0 | 1 | 0 | 2−2  | 1  |
| 1/32 фіналу | «Карпати» (Львів)                 | 1 | 0 | 1 | 0 | 1−1  | 1  |
| 1/32 фіналу | «Енергетик» (Бурштин)             | 1 | 0 | 0 | 1 | 0−0  | 0  |
| 1/32 фіналу | ФК «Севастополь»                  | 1 | 0 | 0 | 1 | 3−4  | 0  |
| 1/32 фіналу | «Система-Борекс» (Бородянка)      | 1 | 0 | 0 | 1 | 2−3  | 0  |
| 1/32 фіналу | ФК «Черкаси»                      | 1 | 0 | 0 | 1 | 2−3  | 0  |
| 1/32 фіналу | «Газовик-ХГВ» (Харків)            | 1 | 0 | 0 | 1 | 1−2  | 0  |
| 1/32 фіналу | «Кристал» (Херсон)                | 1 | 0 | 0 | 1 | 1−2  | 0  |
| 1/32 фіналу | «Сталь» (Дніпродзержинськ)        | 1 | 0 | 0 | 1 | 1−2  | 0  |
| 1/32 фіналу | «Електрометалург-НЗФ» (Нікополь)  | 1 | 0 | 0 | 1 | 0−1  | 0  |
| 1/32 фіналу | «Зірка» (Кіровоград)              | 1 | 0 | 0 | 1 | 0−1  | 0  |
| 1/32 фіналу | «Кримтеплиця» (Молодіжне)         | 1 | 0 | 0 | 1 | 0−1  | 0  |
| 1/32 фіналу | «Нафтовик» (Долина)               | 1 | 0 | 0 | 1 | 0−1  | 0  |
| 1/32 фіналу | «Рава» (Рава-Руська)              | 1 | 0 | 0 | 1 | 0−1  | 0  |
| 1/32 фіналу | «Чорногора» (Івано-Франківськ)    | 1 | 0 | 0 | 1 | 0−1  | 0  |
| 1/32 фіналу | «Іква» (Млинів)                   | 1 | 0 | 0 | 1 | 1−3  | 0  |
| 1/32 фіналу | «Поділля» (Хмельницький)          | 1 | 0 | 0 | 1 | 1−3  | 0  |
| 1/32 фіналу | «Буковина» (Чернівці)             | 1 | 0 | 0 | 1 | 0−2  | 0  |
| 1/32 фіналу | «Гірник-Спорт» (Комсомольськ)     | 1 | 0 | 0 | 1 | 0−2  | 0  |
| 1/32 фіналу | «Геліос» (Харків)                 | 1 | 0 | 0 | 1 | 0−2  | 0  |
| 1/32 фіналу | «Десна» (Чернігів)                | 1 | 0 | 0 | 1 | 0−2  | 0  |
| 1/32 фіналу | «Електрон» (Ромни)                | 1 | 0 | 0 | 1 | 0−2  | 0  |
| 1/32 фіналу | «Водник» (Миколаїв)               | 1 | 0 | 0 | 1 | 0−3  | 0  |
| 1/32 фіналу | «Динамо-ІгроСервіс» (Сімферополь) | 1 | 0 | 0 | 1 | 0−3  | 0  |
| 1/32 фіналу | «Олімпія-АЕС» (Южноукраїнськ)     | 1 | 0 | 0 | 1 | 0−3  | 0  |
| 1/32 фіналу | «Явір» (Краснопілля)              | 1 | 0 | 0 | 1 | 0−3  | 0  |
| 1/32 фіналу | «Олком» (Мелітополь)              | 1 | 0 | 0 | 1 | 1−5  | 0  |
| 1/32 фіналу | «Авангард-Інтер» (Ровеньки)       | 1 | 0 | 0 | 1 | 0−4  | 0  |
| 1/32 фіналу | «Нива» (Тернопіль)                | 1 | 0 | 0 | 1 | 0−4  | 0  |
| 1/32 фіналу | «Техно-Центр» (Рогатин)           | 1 | 0 | 0 | 1 | 0−4  | 0  |
| 1/32 фіналу | «Угольок» (Димитров)              | 1 | 0 | 0 | 1 | 0−7  | 0  |